# Jiguan
Der Stadtbezirk Jiguan (chinesisch 鸡冠区, Pinyin Jīguān Qū) ist ein Stadtbezirk der bezirksfreien Stadt Jixi in der Provinz Heilongjiang der Volksrepublik China. Er hat eine Fläche von 146,9 km² und zählt 402.345 Einwohner (Stand: Zensus 2020).

## Administrative Gliederung
Auf Gemeindeebene setzt sich der Stadtbezirk aus sieben Straßenvierteln und zwei Gemeinden zusammen. 